# Masashi Miyazawa
Masashi Miyazawa (宮沢 正史, Miyazawa Masashi), né le 24 avril 1978, est un footballeur japonais qui évolue au poste de milieu de terrain au FC Gifu.

## Biographie
Masashi Miyazawa commence sa carrière professionnelle au FC Tokyo. Il reste six saisons dans ce club.
En 2007, il est transféré à l'Oita Trinita. En 2008, il est brièvement prêté au Vegalta Sendai.
Au total, Masashi Miyazawa dispute 53 matchs en J.League 1.

## Palmarès
- Vainqueur de la Coupe de la Ligue japonaise en 2004 avec le FC Tokyo